# 다리시
다리시(바이어:Darl•lit, 하니어:Dafli, 한국어: 대리시, 중국어: 大理市, 병음: Dàlǐ Shì)는 중화인민공화국 윈난성의 다리 바이족 자치주에 있는 현급시이다. 다리 시는 윈구이고원 상류의 얼하이 평원과, 캉산의 기슭, 얼하이호에 접하고 있다. 예부터 남조와 대리국의 수도였다.

## 지리
다리는 윈난 성 중서부, 얼하이 호의 서해안, 창산연봉 동쪽 기슭의 중간 평야에 위치하는 바이족(백족)의 마을이다. 쿤밍(昆明) 서쪽 약 260km의 얼하이호(洱海) 서안 해발고도 2,086m의 고지에 위치한다. 윈난과 티베트, 미얀마를 잇는 교통의 요충지이자 상업도시이며, 이 지역의 경제의 중심지이다. 시는 성벽에 둘러싸여 남북으로 각각 성문이 있다.
매년 3월에, 부근의 주민이 모이는 교역장에서 만났으므로, 싼위에제(삼월가)라는 다른 이름을 가지고 있다. 서쪽의 띠엔창산(點蒼山)은 세계적인 대리석 산지로, 대리석이라는 이름은 이 곳의 지명에서 유래되었다.
여름 기온은 20°C를 넘고 겨울도 온난하여 예로부터 벼농사가 활발하다.

### 기후
| 다리시의 기후                                                 | 다리시의 기후 | 다리시의 기후 | 다리시의 기후 | 다리시의 기후 | 다리시의 기후 | 다리시의 기후 | 다리시의 기후 | 다리시의 기후 | 다리시의 기후 | 다리시의 기후 | 다리시의 기후 | 다리시의 기후 | 다리시의 기후 |
| 월                                                            | 1월           | 2월           | 3월           | 4월           | 5월           | 6월           | 7월           | 8월           | 9월           | 10월          | 11월          | 12월          | 연간          |
| ------------------------------------------------------------- | ------------- | ------------- | ------------- | ------------- | ------------- | ------------- | ------------- | ------------- | ------------- | ------------- | ------------- | ------------- | ------------- |
| 역대 최고 기온 °C (°F)                                        | 23.3 (73.9)   | 24.7 (76.5)   | 27.1 (80.8)   | 29.5 (85.1)   | 31.4 (88.5)   | 31.6 (88.9)   | 30.3 (86.5)   | 29.9 (85.8)   | 28.8 (83.8)   | 27.1 (80.8)   | 24.4 (75.9)   | 24.5 (76.1)   | 31.6 (88.9)   |
| 일평균 최고 기온 °C (°F)                                      | 15.9 (60.6)   | 17.8 (64.0)   | 20.5 (68.9)   | 23.2 (73.8)   | 24.8 (76.6)   | 25.7 (78.3)   | 24.9 (76.8)   | 24.9 (76.8)   | 23.9 (75.0)   | 21.8 (71.2)   | 18.9 (66.0)   | 16.5 (61.7)   | 21.6 (70.8)   |
| 일일 평균 기온 °C (°F)                                        | 8.9 (48.0)    | 11.0 (51.8)   | 13.9 (57.0)   | 16.7 (62.1)   | 19.0 (66.2)   | 20.6 (69.1)   | 20.1 (68.2)   | 19.6 (67.3)   | 18.3 (64.9)   | 16.0 (60.8)   | 11.9 (53.4)   | 8.8 (47.8)    | 15.4 (59.7)   |
| 일평균 최저 기온 °C (°F)                                      | 3.1 (37.6)    | 4.9 (40.8)    | 7.8 (46.0)    | 10.7 (51.3)   | 13.9 (57.0)   | 16.7 (62.1)   | 16.8 (62.2)   | 16.3 (61.3)   | 14.9 (58.8)   | 12.3 (54.1)   | 7.1 (44.8)    | 3.5 (38.3)    | 10.7 (51.2)   |
| 역대 최저 기온 °C (°F)                                        | −3.7 (25.3)   | −2.6 (27.3)   | −2.4 (27.7)   | 1.0 (33.8)    | 5.6 (42.1)    | 8.5 (47.3)    | 11.8 (53.2)   | 10.5 (50.9)   | 6.1 (43.0)    | 4.2 (39.6)    | 0.1 (32.2)    | −4.2 (24.4)   | −4.2 (24.4)   |
| 평균 강수량 mm (인치)                                         | 29.3 (1.15)   | 28.2 (1.11)   | 34.2 (1.35)   | 27.6 (1.09)   | 82.5 (3.25)   | 131.3 (5.17)  | 199.7 (7.86)  | 220.4 (8.68)  | 157.3 (6.19)  | 91.8 (3.61)   | 24.6 (0.97)   | 11.1 (0.44)   | 1,038 (40.87) |
| 평균 강수일수 (≥ 0.1 mm)                                      | 4.2           | 5.6           | 8.0           | 9.0           | 10.7          | 14.7          | 19.4          | 19.0          | 17.5          | 12.9          | 5.0           | 2.6           | 128.6         |
| 평균 강설일수                                                 | 0.5           | 0.4           | 0.3           | 0.1           | 0             | 0             | 0             | 0             | 0             | 0             | 0.1           | 0.2           | 1.6           |
| 평균 상대 습도 (%)                                            | 55            | 51            | 49            | 53            | 63            | 74            | 82            | 83            | 82            | 77            | 69            | 64            | 67            |
| 평균 월간 일조시간                                            | 230.8         | 211.7         | 226.1         | 211.1         | 202.1         | 160.5         | 123.0         | 129.0         | 127.3         | 155.0         | 207.2         | 233.0         | 2,216.8       |
| 가능 일조율                                                   | 69            | 66            | 60            | 55            | 49            | 39            | 30            | 32            | 35            | 44            | 64            | 72            | 51            |
| 출처: 중국기상국 (평년값: 1991년~2020년, 극값: 1971년~2010년) |               |               |               |               |               |               |               |               |               |               |               |               |               |

## 역사
한나라 때에는 서남쪽 미개민족의 지역이며, 엽유현이 설치되었다. 당(唐)나라 때에는 남조국(南詔國), 송(宋)나라 때에는 대리국(大理國)의 수도가 설치되어 이 땅의 중심지로서 번창했다. 원나라 왕조의 쿠빌라이가 정복하면서, 대리는 서자 후게치에게 주어져 이후 후게치를 선조로 하는 운남왕국(후에 양왕국)의 일부가 되었다. 1390년에 양왕국을 멸망시킨 명나라는 성제를 시행하여, 이후 중원의 지배 하에 놓이게 되었다. 또 한 때는 회민(이슬람교도)도 많이 거주해, 19세기 후반의 대청반란으로 성립된 두문수에 의한 이슬람 정권의 중심지가 된 적도 있다.
청말(淸末)에는 흑사병이 유행하였고, 1926년 큰 지진이 일어나는 등 잇달아 재화를 당하였다.
1949년 이후는 대리현, 봉의현, 샤관시가 설치되었지만, 1958년 9월에 이것들을 합병해 대리시가 탄생한다. 이후 1960년에 예전 현제로 되돌아 갔지만, 1983년 9월에 대리현 및 하관시를 합병해 현급시의 대리시가 탄생해 현재에 이르고 있다. 你不没有那么is

## 교통
쿤밍은 서쪽으로 400km에 있고, 다리에서 북쪽으로 170 km 정도 가면 리장이 있다. 버스, 철도가 다니고 있다.
- 다리 공항
- 광다선 하관역

## 행정 구역
10개의 진과 1개의 민족향이 있다.
- 진: 下关镇, 大理镇, 凤仪镇, 喜洲镇, 海东镇, 挖色镇, 湾桥镇, 银桥镇, 双廊镇, 上关镇
- 민족향: 太邑彝族乡